# Cantone di Lucenay-l'Évêque
Il Cantone di Lucenay-l'Évêque era una divisione amministrativa dell'arrondissement di Autun.
È stato soppresso a seguito della riforma complessiva dei cantoni del 2014, che è entrata in vigore con le elezioni dipartimentali del 2015.
Comprendeva i comuni di:
- Anost
- Barnay
- La Celle-en-Morvan
- Chissey-en-Morvan
- Cordesse
- Cussy-en-Morvan
- Igornay
- Lucenay-l'Évêque
- La Petite-Verrière
- Reclesne
- Roussillon-en-Morvan
- Sommant